# Кубок Лихтенштейна по футболу 2006/2007
Кубок Лихтенштейна по футболу 2006/07 (нем. Liechtensteiner Cup 2006/07) — 62-й сезон ежегодного футбольного соревнования в Лихтенштейне. Победитель кубка квалифицируется в квалификационный раунд Кубок УЕФА 2007/08. Обладателем кубка в 37-й раз в своей истории стал Вадуц.

## Первый раунд
В первом раунде участвовали 8 команд. Матчи состоялись 11 и 12 августа 2006 года.
| Хозяева        | Счёт | Гости      |
| -------------- | ---- | ---------- |
| Шан III        | 0:4  | Тризен     |
| Руггелль II    | 1:3  | Шан II     |
| Эшен-Маурен II | 1:0  | Тризенберг |
| Тризенберг II  | 4:2  | Вадуц III  |

## Второй раунд
Во втором раунде участвовали 8 команд. Матчи состоялись 12 и 13 сентября 2006 года.
| Хозяева        | Счёт           | Гости          |
| -------------- | -------------- | -------------- |
| Тризенберг II  | 2:1            | Вадуц II       |
| Тризен         | 1:4            | Шан            |
| Эшен-Маурен II | 2:2 (пен. 5:4) | Бальцерс II II |
| Тризен II      | 1:2            | Шан II         |

## 1/4 финала
Во 1/4 финала участвовали 8 команд. Матчи состоялись 17, 18 октября и 18 ноября 2006 года.
| Хозяева       | Счёт | Гости          |
| ------------- | ---- | -------------- |
| Тризенберг II | 0:1  | Эшен-Маурен II |
| Шан II        | 2:3  | Руггелль II    |
| Шан           | 0:6  | Вадуц          |
| Бальцерс      | 2:3  | Эшен-Маурен    |

## 1/2 финала
Матчи состоялись 7 и 11 апреля 2007 года.
| Хозяева        | Счёт | Гости       |
| -------------- | ---- | ----------- |
| Эшен-Маурен II | 0:2  | Руггелль    |
| Вадуц          | 3:1  | Эшен-Маурен |

## Финал
Финал состоялся 1 мая 2007 года на стадионе Райнпарк в Вадуце.
| Хозяева | Счёт | Гости    |
| ------- | ---- | -------- |
| Вадуц   | 8:0  | Руггелль |